# Автошлях Т 1027
Автошлях Т 1027 — автомобільний шлях територіального значення в Київській області. Проходить територією Києва. Являє собою частину київського півкільця. Загальна довжина — 13,3 км.